# Hard Again
| 전문가 평가                   | 전문가 평가 |
| 평가 점수                     | 평가 점수   |
| 출처                          | 점수        |
| ----------------------------- | ----------- |
| AllMusic                      | [ 3 ]       |
| Blender                       | [ 4 ]       |
| Christgau's Record Guide      | A–          |
| Down Beat                     | [ 6 ]       |
| Q                             | [ 6 ]       |
| The Rolling Stone Album Guide | [ 7 ]       |
| The Village Voice             | A           |

《Hard Again》은 미국의 블루스 가수 머디 워터스의 스튜디오 음반이다. 1977년 1월 10일에 발매된 이 음반은 조니 윈터가 프로듀싱한 첫 음반이다. 《Hard Again》은 블루 스카이 레코드에 실린 워터스의 첫 음반으로, 비평가들로부터 호평을 받았다.

## 배경
1975년 8월, 체스 레코드는 모든 플래티넘 음반에 매각되었고, 재발행 레이블만 되었다. 워터스는 이 후 얼마 후 떠나 1976년 10월 조니 윈터의 블루 스카이 레이블과 계약할 때까지 새로운 스튜디오 자료를 녹음하지 않았다.

## 녹음
《Hard Again》은 3일만에 녹음되었다. 세션 프로듀싱은 조니 윈터였으며, 세션은 이전에 조니의 형 에드거 윈터, 포거트, 앨런 메릴을 엔지니어링한 데이브 스틸이었다. 워터스는 기타리스트 밥 마골린, 피아니스트 파인톱 퍼킨스, 드러머 윌리 "빅 아이즈" 스미스로 구성된 당시 투어 밴드를 사용했다. 세션 동안 다른 후원 멤버로는 하모니카 연주자 제임스 코튼과 베이시스트 찰스 캘미즈가 있었는데, 그는 과거에 조니 윈터와 제임스 코튼 둘 다와 함께 공연했다.

## 곡 목록
모든 곡들은 특별한 언급이 없는 한 머디 워터스에 의해 작사/작곡하였다.
| #  | 제목                     | 작사·작곡                  | 재생 시간 |
| -- | ------------------------ | -------------------------- | --------- |
| 1. | 〈Mannish Boy〉          | 워터스, 보 디들리, 멜 런던 | 5:23      |
| 2. | 〈Bus Driver〉           | 워터스, 테리 에이브러햄슨  | 7:44      |
| 3. | 〈I Want to Be Loved〉   | 윌리 딕슨                  | 2:20      |
| 4. | 〈Jealous Hearted Man〉  |                            | 4:23      |
| 5. | 〈I Can't Be Satisfied〉 |                            | 3:28      |

| #  | 제목                                                            | 작사·작곡             | 재생 시간 |
| -- | --------------------------------------------------------------- | --------------------- | --------- |
| 1. | 〈The Blues Had a Baby and They Named It Rock and Roll, Pt. 2〉 | 워터스, 브라우니 맥기 | 3:35      |
| 2. | 〈Deep Down in Florida〉                                        |                       | 5:25      |
| 3. | 〈Crosseyed Cat〉                                               |                       | 5:59      |
| 4. | 〈Little Girl〉                                                 |                       | 7:06      |